# Donji Katun
Donji Katun (en serbe cyrillique : Доњи Катун) est un village de Serbie situé dans la municipalité de Varvarin, district de Rasina. Au recensement de 2011, il comptait 908 habitants.

## Démographie

### Évolution historique de la population
| 1948  | 1953  | 1961  | 1971  | 1981  | 1991  | 2002  | 2011 |
| ----- | ----- | ----- | ----- | ----- | ----- | ----- | ---- |
| 1 315 | 1 399 | 1 341 | 1 278 | 1 273 | 1 190 | 1 012 | 908  |

|  |